# Kříž z Telče
Kříž z Telče (latinsky Crux de Telcz, 24. prosince 1434 pravděpodobně Telč – 25. března 1504 Třeboň) byl český písař, sběratel rukopisných knih, duchovní, kazatel a augustiniánský kanovník. Jeho mimořádně rozsáhlá písařská činnost z něj činí jednoho z nejplodnějších písařů středověkých Čech a představuje mimořádně cenný zdroj pro poznání pozdně středověké knižní kultury a intelektuálního života v českých zemích.
Badatelsky se osobou Kříže z Telče a jeho dílem zabýval historik Jaroslav Kadlec a nejnověji medievistka Lucie Doležalová.

## Život
Kříž se narodil 24. prosince 1434, jak sám zaznamenal na okraji jednoho ze svých rukopisů. Právě rukopisy, které shromáždil, patří k nejvýznamnějším pramenům o jeho životě. Obzvlášť cenné jsou tzv. kolofóny – písařské poznámky na konci opsaných textů, které často obsahují osobní informace o písařích. Z těchto poznámek se dozvídáme, že Kříž v letech 1454–1458 postupně působil na školách v Telči, Žďáře, Soběslavi, Roudnici nad Labem a na Vyšehradě v Praze.
V roce 1459 studoval na pražské univerzitě (tehdy utrakvistické, ačkoli byl sám katolíkem) ve Václavově koleji. Není však jasné, zda zde získal akademický titul.
V šedesátých letech je Kříž doložen na Pražském hradě ve funkci vikáře. V kolofónu datovaném do roku 1463 se dozvídáme, že přijal kněžské svěcení od Hilaria z Litoměřic, tehdejšího katolického administrátora v Praze – přesné datum svěcení však známo není. Později Kříž působil jako kazatel v Plzni, Plané a dalších městech ve středních a jižních Čechách.
Roku 1478 vstoupil do augustiniánské kanonie v Třeboni, kde strávil poslední třetinu svého života jako řeholní kanovník a kde zemřel 25. března 1504, jak víme z nekrologického záznamu.

## Písařská činnost
Intenzita Křížovy písařské činnosti byla mimořádná – za svůj život opsal nejméně 8600 stran textu a ke dvojnásobku připojil své poznámky, komentáře, glosy a rubriky. Celkem zasáhl do nejméně 52 kodexů, které jsou dnes uloženy především v Národní knihovně ČR a ve Státním oblastním archivu v Třeboni.
Nejvýraznější byla jeho písařská aktivita před vstupem do třeboňské kanonie, zatímco jako řeholník opisoval méně. Do Třeboně s sebou přinesl svou rukopisnou sbírku, která se následně stala součástí knihovny místní kanonie. I zde však zůstával s rukopisy v kontaktu, doplňoval je, komentoval a vytvářel k nim rejstříky. Je možné, že v třeboňské kanonii působil jako knihovník.
Kříž nebyl primárně původním autorem, ale spíše kompilátorem. Jeho nepochybnými autorskými díly jsou dva dochované listy – jeden adresovaný litoměřickému měšťanovi a druhý husitskému duchovnímu v Táboře reflektující dobovou náboženskou polemiku. Je také možným autorem některých školních promluv, zejména řečí při převzetí školy a promluvy na rozloučenou.
Většina textů v Křížových rukopisech je psána latinsky; tematicky a žánrově reflektují rozličné etapy písařova života a jeho měnící se zájmy: v Křížových kodexech nalezneme školskou literaturu a učební texty, kázání a liturgické texty, filozofické spisy (zejména komentáře k Aristotelovi), texty k náboženské polemice mezi katolíky a utrakvisty, astronomické, komputistické a lékařské texty, biblické komentáře a traktáty nebo florilegia a výpisky z antických autorů. Kříž však opisoval i české texty – jeho rukopisná sbírka je mimořádně cenná pro poznání staročeské lyrické poezie, neboť obsahuje více než třetinu textů celého jejího korpusu.
Rovněž například známý latinsky psaný traktát Orthographia Bohemica, průkopnické dílo, které představuje návrh diakritického pravopisu pro češtinu, je dochováno právě v Křížově opise.